# Имагина фон Вестербург
Имагина (Мейна) фон Вестербург (на немски: Imagina (Meyna) von Westerburg; † 27 юни 1388) от Вестербург във Вестервалд е чрез женитба графиня на Насау-Байлщайн.

## Биография
Тя е дъщеря на Зигфрид II фон Вестербург († 1315) и съпругата му графиня Аделхайд фон Бургзолмс († 1332), дъщеря на граф Хайнрих III фон Золмс-Бургзолмс-Спонхайм († 1314) и съпругата му Лиза фон Изенбург-Лимбург († сл. 1328).
Имагина фон Вестербург се омъжва тайно през 1339 г. за граф Хайнрих I фон Насау-Байлщайн († 1380), вторият син на Хайнрих I фон Насау-Зиген (1270 – 1343) и Аделхайд фон Хайнсберг и Бланкенберг (1280 – 1347). Това е против волята на баща му и брат му Ото II. Заради брака му той има конфликт с брат си, но се сдобряват. Тяхната линия съществува до 1561 г.

## Деца
Имагина фон Вестербург и граф Хайнрих I фон Насау-Байлщайн имат децата:
- Аделхайд († 1365) ∞ 1355 г. граф Хартмут IV Млади/Хайнрих фон Кронберг († 1368/1370)
- Хайнрих II (* 1374 † сл. 1412), граф на Насау-Байлщайн ∞ 1383 г. Катарина фон Рандероде († 1415)
- Райнхард (1377 – пр. 1414/18)